# Damon Amendolara
Damon Amendolara (Warwick, 1979. június 21. –) amerikai rádiós műsorvezető. Olasz-szlovák családba született. A CBS Sports Radio műsorvezetője délután 6-tól este 10-ig.